# 北米インディアン・ボストン・センター
「北米インディアン・ボストン・センター」（英語：North American Indian Center of Boston、NAICOB）は、アメリカ合衆国マサチューセッツ州ボストンに本部を置くアメリカインディアンの非営利団体。

## 概略
1976年、ミルドレッド・ノーブル（オジブワ族）らによって、マサチューセッツ州ボストンの「インディアン･センター」（インディアンの互助組織）として設立された。開設以来、市内のハンチントン通りジャマイカ・プレーンに事務所を構えている。1989年6月16日に経営破綻した「ボストン・インディアン会議」（BIC）に代わって、1991年6月に正式に非営利団体として再編された。
会員資格はアメリカインディアンにのみ与えられる。同団体が掲げる目標は以下のとおりである。

## 活動内容
同団体は現在、州下の「アーバン･インディアン」（都市在住のインディアン）のための福利厚生援助団体として、ボストン地域で5,000人以上のインディアンにサービスを提供している。主な業務プログラムは「職業訓練提携協会」、「職業社会奉仕プログラム」、「地域保健プログラム」、「テクムセハウス」、インディアン若年層プログラムがある。「テクムセハウス」というのは、薬物に溺れたインディアンのためのカウンセリング施設である。
このうち、「地域保健プログラム」は、6,000人のアメリカインディアン（アラスカのインディアンを含む）が利用している。「雇用と訓練」の部門は、バークシャー、エセックス、フランクリン、ハンプデン、ハンプシャー、ミドルセックス、ノーフォーク、サフォーク、ウースターに住むインディアンにそのサービスを提供している。また、部族伝統の工芸祭やパウワウを主宰している。